# Ганн, Ричард
Ричард Кеннет Ганн (англ. Richard Kenneth Gunn; 16 февраля 1871, Лондон — 23 июня 1961, Лондон) — британский боксёр, чемпион летних Олимпийских игр 1908.
На Играх 1908 в Лондоне Ганн соревновался в весовой категории до 57,2 кг. Дойдя финала, он занял первое место и выиграл золотую медаль.